# Psaliodes myxa
Psaliodes myxa är en fjärilsart som beskrevs av Druce 1899. Psaliodes myxa ingår i släktet Psaliodes och familjen mätare. Inga underarter finns listade i Catalogue of Life.